# Ataxia obscura
Ataxia obscura là một loài bọ cánh cứng trong họ Cerambycidae.